# Tresa (gmina)
Tresa – miejscowość i gmina w południowej Szwajcarii, w kantonie Ticino, w okręgu (distretto) Lugano, siedziba administracyjna powiatu (circolo) Sessa. Leży nad rzeką Tresa oraz jeziorem Lago di Lugano. Powstała 18 kwietnia 2021 w wyniku połączenia gmin Croglio, Monteggio, Sessa oraz gminy Ponte Tresa z powiatu Magliasina.  

## Demografia
W Tresie mieszka 3075 osób. W 2022 roku 24,1% populacji gminy stanowiły osoby urodzone poza Szwajcarią. 

## Transport
Przez teren gminy przebiega droga główna nr 398.